# Dysalotus
Dysalotus es un género de peces de la familia Chiasmodontidae, del orden Perciformes. Este género marino fue descrito por primera vez en 1905 por Archibald Currie MacGilchrist.

## Especies
Especies reconocidas del género:
- Dysalotus alcocki MacGilchrist, 1905
- Dysalotus oligoscolus R. K. Johnson & Cohen, 1974
- Dysalotus pouliulii M. R. S. de Melo, 2016[1]